# Therasea flavicosta
Therasea flavicosta är en fjärilsart som beskrevs av Smith 1900. Therasea flavicosta ingår i släktet Therasea och familjen nattflyn. Inga underarter finns listade i Catalogue of Life.